# La mamma colorata
La mamma colorata è un cd che contiene 14 canzoni dedicate alla mamma, alcune delle quali appartenenti al repertorio dello Zecchino d'Oro, altre scritte apposta per il Piccolo Coro.

L'editore è Antoniano.

## Tracce
1. A A A compero mamma
2. Da grande
3. Festa super festa
4. Il bene più grande che c'è
5. Il mio rifugio è lei
6. La mamma colorata
7. L'aquila
8. Mamma tutto
9. Mamma notte
10. Mother's day
11. Ninna nanna del chicco di caffè (F. Evangelisti/M. Pagano)
12. Ninna nanna piccolina
13. Quando è l'ora di fare la nanna (I. Bartoli/G. Wilhelm)
14. Tanti auguri alla mamma (A. Testa/A. & G. B. Martelli)